# Żeniszek meksykański
Żeniszek meksykański (Ageratum houstonianum Mill.) – gatunek rośliny zielnej z rodziny astrowatych. Pochodzi z Ameryki Środkowej i Karaibów. Jest uprawiany w wielu krajach świata jako roślina ozdobna.

## Morfologia
Silnie się krzewi. Kwiatostany w postaci kulistych koszyczków, ułożone w baldachach. Odmiany ozdobne różnią się od siebie wysokością i barwą koszyczków. W Polsce najczęściej uprawiana jest odmiana średniej wysokości (20–30 cm) oraz niska (15–20 cm), przeważnie sadzona w kwietnikach, ogródkach skalnych i doniczkach. Najczęściej uprawiane są odmiany karłowe o kwiatostanie fioletowym i różowym, bardzo rzadko białym.

## Odmiany
- Ageratum houstonianum var. angustatum
- Ageratum houstonianum f. isochroum
- Ageratum houstonianum f. luteum
- Ageratum houstonianum var. muticescens
- Ageratum houstonianum f. niveum
- Ageratum houstonianum f. normale
- Ageratum houstonianum var. typicum
- Ageratum houstonianum f. versicolor

## Uprawa
Najlepiej rośnie na słonecznym stanowisku, na stale wilgotnej i przepuszczalnej glebie. Rozmnaża się go przez wysiew nasion wiosną. Chcąc, by kwitł jak najdłużej, lepiej jest kupić sadzonki wyhodowane pod osłonami przez ogrodników. 

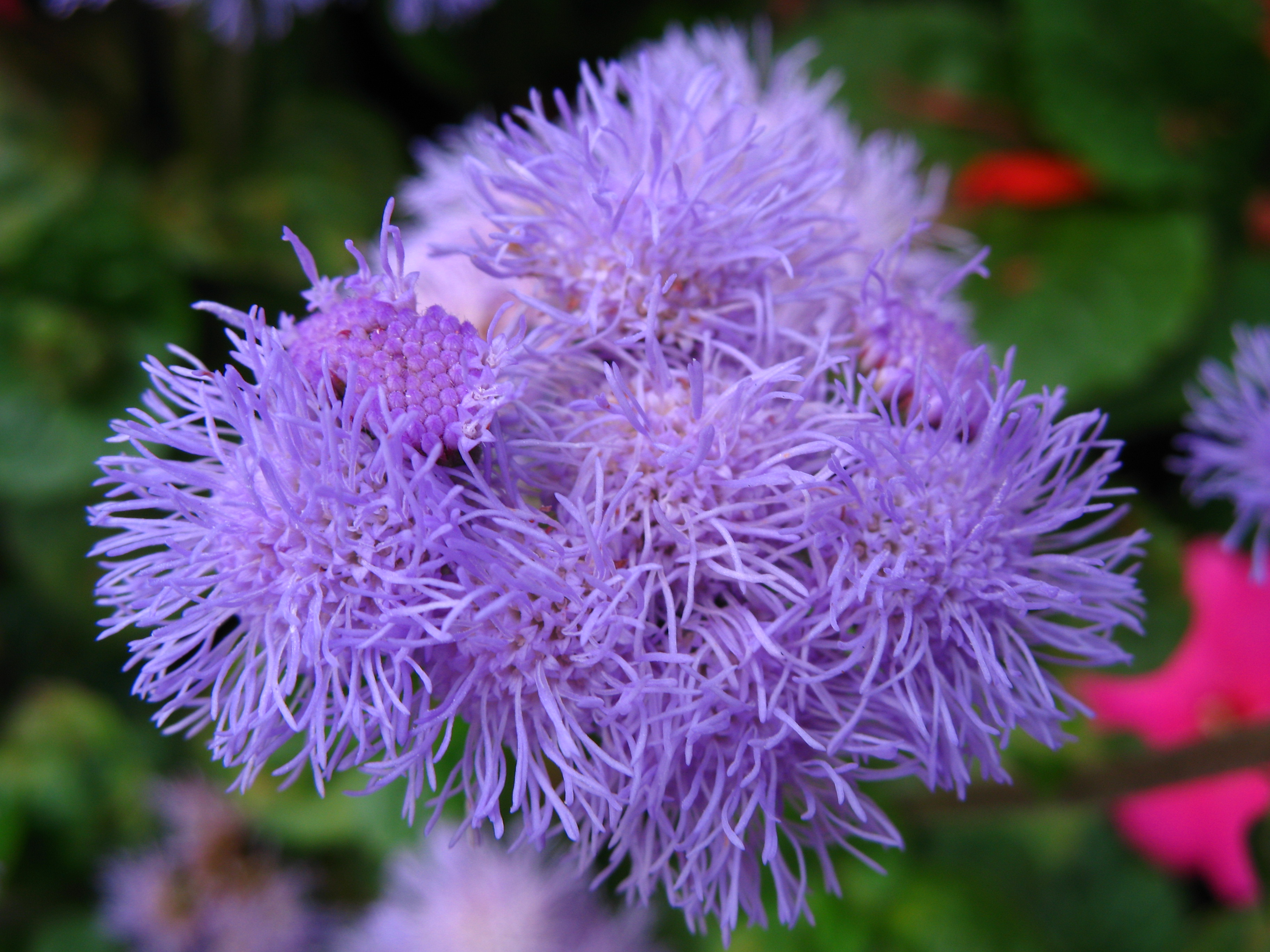
Kwiatostan